# Gisslarbo

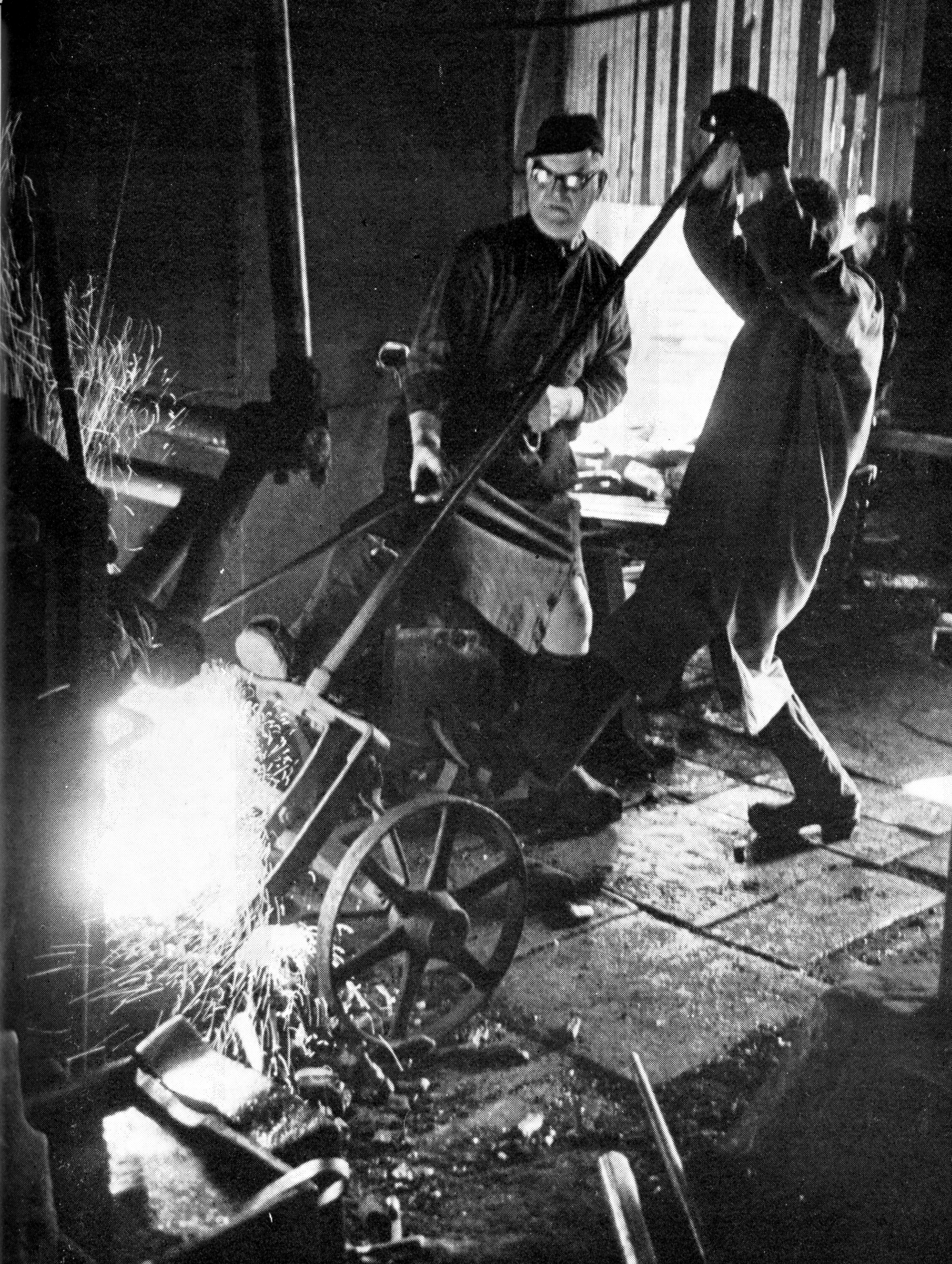
Arbete vid en lancashirehärd, Gisslarbo bruk 1962.

Gisslarbo är en ort i Köpings kommun, belägen på gränsen mot Skinnskattebergs kommun utanför Kolsva. Genom byn flyter Gisslarboån som kommer från sjön Lillsvan och är ett biflöde till Hedströmmen.

## Gisslarbo bruk
År 1547 anlades en hammarsmedja av Köpings borgmästare Truls Bonde. 1855 kom bruket i Carl Johan Ohlsons ägo. Efter Ohlsons död 1876 bildade arvingarna Riddarhytte AB och Gisslarbo bruk tillhörde det bolaget fram till 1962 då bolaget förvärvades av Uddeholmskoncernen. Den 31 maj 1963 nedlade Uddeholm Gisslarbo lancashiresmedja.